# Albano Olivetti
Albano Olivetti (* 24. listopadu 1991 Haguenau, Bas-Rhin) je francouzský profesionální tenista. Ve své dosavadní kariéře na okruhu ATP Tour vyhrál dva deblové turnaje. Na challengerech ATP a okruhu ITF získal šest titulů ve dvouhře a padesát tři ve čtyřhře.
Na žebříčku ATP byl ve dvouhře nejvýše klasifikován v květnu 2014 na 161. místě a ve čtyřhře v červenci 2024 na 40. místě. V roce 2010 se jeho trenérem stal Laurent Raymond.

## Tenisová kariéra
Na okruhu ATP Tour, vyjma grandslamu, debutoval ve dvaceti letech únorovým Open 13 2012 v Marseille po průchodu tříkolovou kvalifikací. Na úvod dvouhry jako 388. muž klasifikace přehrál Němce Matthiase Bachingera z konce elitní stovky žebříčku. Ve druhém kole pak zdolal americkou světovou osmičku Mardyho Fishe a připsal si první výhru nad členem Top 10. Jednalo se o první vítězství hráče mimo Top 350 nad příslušníkem světové desítky od výhry 488. muže pořadí Wesselse nad světovou sedmičkou Robredem ve čtvrtfinále rosmalenského turnaje 2007. Ve čtvrtfinále však nestačil na padesátého tenistu světa Michaëla Llodru.

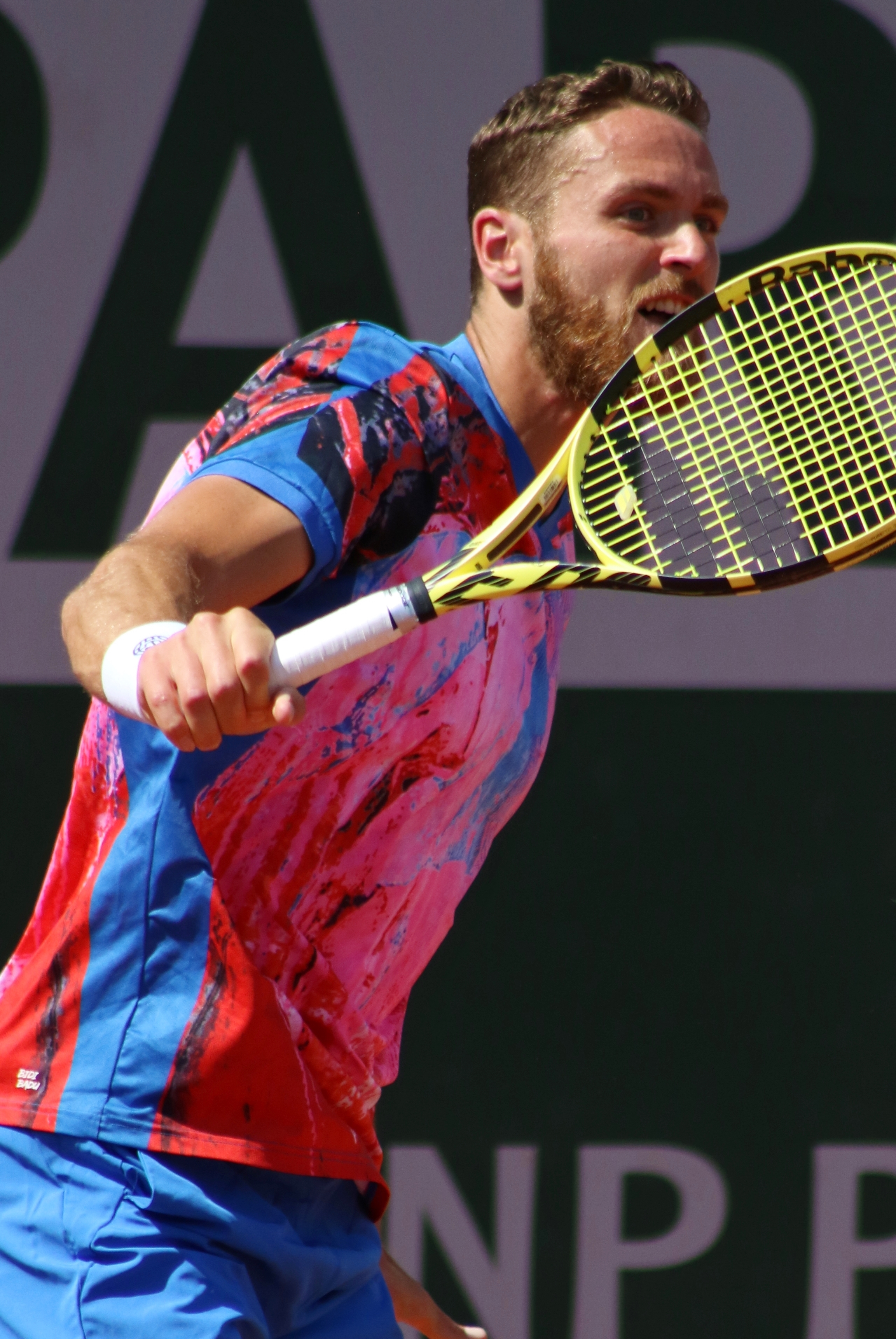
Bekhend na French Open 2021

Mezi poslední osmičku ve dvouhře ATP podruhé postoupil na montpellierském Open Sud de France 2014 opět po zvládnuté kvalifikaci. Ve druhé fázi hlavní soutěže svedl vyrovnanou třísetovou bitvu s o deset let starším Rusem Nikolajem Davyděnkem, v níž o postupu rozhodl až v závěru třetí sady. Poté mu však stopku vystavil devátý hráč žebříčku Richard Gasquet. Přes třináct es ztratil třikrát servis a ani jednou krajana nebrejkl.
V deblové kariéře zasáhl do první soutěže okruhu ATP Tour na grandslamovém French Open 2011, když s krajanem Kennym de Schepperem obdrželi divokou kartu. Po výhře nad Němci Michaelem Berrerem a Florianem Mayerem ukončili jejich cestu soutěží devátí nasazení Robert Lindstedt s Horiou Tecăuem. Singlovou grandslamovou soutěž si premiérově zahrál na US Open 2013 po zvládnuté tříkolové kvalifikaci. V jejím závěru zdolal Argentince Diega Schwartzmana. Časnou porážku mu pak v newyorské dvouhře přivodil krajan a kvalifikant Stéphane Robert z poloviny druhé světové stovky.
První finále na okruhu ATP Tour odehrál ve čtyřhře Nordea Open 2021 v Båstadu, kde startoval s Němcem Andrem Begemannem. V závěrečném klání podlehli nizozemské dvojici Sander Arends a David Pel. I podruhé v kariéře prohrál finálový duel čtyřhry, když na Open Sud de France 2023 s Američanem Maximem Cressym nestačili na nizozemské turnajové čtyřky Robina Haaseho s Matwém Middelkoopem až v rozhodujícím supertiebreaku. Grandslamové maximum si vylepšil na US Open 2023. Po boku Američana Roberta Gallowaye prošli do čtvrtfinále přes čtvrté nasazené, Salvadorce Marcela Arévala s Nizozemcem Jeanem-Julienem Rojerem. V něm však nenašli recept na držitele kariérního grandslamu Pierra-Huguese Herberta a Nicolase Mahuta. První titul na túře ATP vybojoval ve čtyřhře BMW Open 2024. Na antukovém turnaji v Mnichově triumfoval s Indem Jukim Bhambrim, když ve finále zdolali Němce Andrease Mieseho a Jana-Lennarda Struffa po dvou zvládnutých tiebreacích.

## Finále na okruhu ATP Tour

### Čtyřhra: 9 (2–7)
| Legenda                   |
| ------------------------- |
| Grand Slam (0)            |
| Turnaj mistrů (0)         |
| ATP Tour Masters 1000 (0) |
| ATP Tour 500 (0)          |
| ATP Tour 250 (2–7)        |

| Stav      | č. | datum         | turnaj               | kategorie | povrch    | spoluhráč             | soupeři ve finále               | výsledek                   |
| --------- | -- | ------------- | -------------------- | --------- | --------- | --------------------- | ------------------------------- | -------------------------- |
| Finalista | 1. | červenec 2021 | Båstad, Švédsko      | ATP 250   | antuka    | Andre Begemann        | Sander Arends David Pel         | 4–6, 2–6                   |
| Finalista | 2. | únor 2023     | Montpellier, Francie | ATP 250   | tvrdý (h) | Maxime Cressy         | Robin Haase Matwé Middelkoop    | 6–7(4–7), 6–4, [6–10]      |
| Finalista | 3. | únor 2024     | Montpellier, Francie | ATP 250   | tvrdý (h) | Sam Weissborn         | Sadio Doumbia Fabien Reboul     | 7–6(7–5), 4–6, [6–10]      |
| Vítěz     | 1. | duben 2024    | Mnichov, Německo     | ATP 250   | antuka    | Juki Bhambri          | Andreas Mies Jan-Lennard Struff | 7–6(8–6), 7–6(7–5)         |
| Finalista | 4. | květen 2024   | Lyon, Francie        | ATP 250   | antuka    | Juki Bhambri          | Harri Heliövaara Henry Patten   | 6–3, 6–7(4–7), [8–10]      |
| Vítěz     | 2. | červenec 2024 | Gstaad, Švýcarsko    | ATP 250   | antuka    | Juki Bhambri          | Ugo Humbert Fabrice Martin      | 3–6, 6–3, [10–6]           |
| Finalista | 5. | září 2024     | Čcheng-tu, Čína      | ATP 250   | tvrdý     | Juki Bhambri          | Sadio Doumbia Fabien Reboul     | 4–6, 6–4, [4–10]           |
| Finalista | 6. | listopad 2024 | Mety, Francie        | ATP 250   | tvrdý (h) | Pierre-Hugues Herbert | Sander Arends Luke Johnson      | 4–6, 6–3, [3–10]           |
| Finalista | 7. | červenec 2025 | Gstaad, Švýcarsko    | ATP 250   | antuka    | Hendrik Jebens        | Francisco Cabral Lucas Miedler  | 7–6(7–4), 6–7(4–7), [3–10] |

## Tituly na challengerech ATP a okruhu ITF
| Legenda                  |
| ------------------------ |
| D – dvouhra; Č – čtyřhra |
| Challengery (0 D; 25 Č)  |
| ITF (6 D; 28 Č)          |

### Dvouhra (6 titulů)
| Č. | datum         | turnaj                         | povrch      | poražený finalista | výsledek           |
| -- | ------------- | ------------------------------ | ----------- | ------------------ | ------------------ |
| 1. | říjen 2010    | Sarreguemines, Francie         | koberec (h) | Rudy Coco          | 7–6(7–4), 6–4      |
| 2. | červenec 2012 | Manchester, Spojené království | tráva       | Josh Goodall       | 7–5, 6–1           |
| 3. | říjen 2016    | Nevers, Francie                | tvrdý (h)   | Grégoire Jacq      | 7–6(8–6), 6–3      |
| 4. | květen 2017   | Sozopol, Bulharsko             | tvrdý       | Dimitar Kuzmanov   | 6–4, 7–6(7–5)      |
| 5. | červen 2017   | Kirjat Šmona, Izrael           | tvrdý       | David Guez         | 6–3, 7–5           |
| 6. | září 2018     | Bagnères-de-Bigorre, Francie   | tvrdý       | Corentin Denolly   | 7–6(7–2), 7–6(7–3) |

### Čtyřhra (53 titulů)
| Č.  | datum         | turnaj                          | povrch      | spoluhráč               | poražení finalisté                       | výsledek               |
| --- | ------------- | ------------------------------- | ----------- | ----------------------- | ---------------------------------------- | ---------------------- |
| 1.  | říjen 2010    | Sarreguemines, Francie          | koberec (h) | Julien Obry             | Baptiste Bayet Kevin Botti               | 7–6(7–5), 6–4          |
| 2.  | červenec 2011 | Dublin, Irsko                   | koberec     | Neal Skupski            | James Cluskey James McGee                | 7–6(7–4), 6–3          |
| 3.  | září 2011     | Bagnères-de-Bigorre, Francie    | tvrdý       | Charles-Antoine Brézac  | Caio Silva Roman Tudoreanu               | 7–5, 6–3               |
| 4.  | září 2011     | Mylhúzy, Francie                | tvrdý (h)   | Pierre-Hugues Herbert   | James Cluskey Fabrice Martin             | 6–3, 6–4               |
| 5.  | říjen 2011    | Rodez, Francie                  | tvrdý (h)   | Pierre-Hugues Herbert   | Jean Andersen James Cluskey              | 6–4, 6–3               |
| 6.  | leden 2012    | Schwieberdingen, Německo        | koberec (h) | Elie Rousset            | Miles Bugby Josh Goodall                 | 6–4, 6–4               |
| 7.  | duben 2012    | Le Gosier, Francie              | tvrdý       | Pierre-Hugues Herbert   | Paul Hanley Jordan Kerr                  | 7–5, 1–6, [10–7]       |
| 8.  | květen 2012   | Karlskrona, Švédsko             | antuka      | Hans Podlipnik Castillo | Lewis Burton George Morgan               | 6–3, 7–6(7–3)          |
| 9.  | červenec 2012 | Dublin, Irsko                   | koberec     | Elie Rousset            | James McGee Jaime Pulgar-Garcia          | 6–3, 6–4               |
| 10. | srpen 2012    | Karlsruhe, Německo              | antuka      | Bastian Knittel         | Giorgio Portaluri François-Arthur Vibert | 6–4, 6–4               |
| 11. | červen 2013   | Herzlija, Izrael                | tvrdý       | Elie Rousset            | Antoine Benneteau Dean O'Brien           | 6–3, 7–6(8–6)          |
| 12. | červen 2013   | Herzlija, Izrael                | tvrdý       | Elie Rousset            | Sam Barry Michal Konečný                 | 6–4, 6–7(5–7), [10–4]  |
| 13. | červen 2013   | Römerberg, Německo              | antuka      | Pierre-Hugues Herbert   | Marek Michalička David Pultr             | 6–7(3–7), 6–4, [10–5]  |
| 14. | červenec 2013 | Manchester, Spojené království  | tráva       | Neal Skupski            | Zach Itzstein Brydan Klein               | 7–6(7–4), 6–3          |
| 15. | září 2013     | Saint-Rémy-de-Provence, Francie | tvrdý       | Pierre-Hugues Herbert   | Marc Gicquel Josselin Ouanna             | 6–3, 6–7(5–7), [15–13] |
| 16. | únor 2014     | Quimper, Francie                | tvrdý (h)   | Pierre-Hugues Herbert   | Toni Androić Nikola Mektić               | 6–4, 6–3               |
| 17. | únor 2016     | Vroclav, Polsko                 | tvrdý (h)   | Pierre-Hugues Herbert   | Nikola Mektić Antonio Šančić             | 6–3, 7–6(7–4)          |
| 18. | březen 2016   | Quimper, Francie (2)            | tvrdý (h)   | Tristan Lamasine        | Nikola Mektić Antonio Šančić             | 6–2, 4–6, [10–7]       |
| 19. | červenec 2016 | Recanati, Itálie                | tvrdý       | Kevin Krawietz          | Ruben Bemelmans Adrián Menéndez Maceiras | 6–3, 7–6(7–4)          |
| 20. | říjen 2016    | Sarreguemines, Francie          | koberec (h) | Dan Added               | Denis Kapric Lukas Ollert                | 7–6(13–11), 6–1        |
| 21. | listopad 2016 | Eckental, Německo               | koberec (h) | Kevin Krawietz          | Roman Jebavý Andrej Martin               | 6–7(8–10), 6–4, [10–7] |
| 22. | listopad 2016 | Ortisei, Itálie                 | tvrdý (h)   | Kevin Krawietz          | Frank Dancevic Marko Tepavac             | 6–4, 6–4               |
| 23. | březen 2017   | Villers-lès-Nancy, Francie      | tvrdý (h)   | Dan Added               | Erik Crepaldi Yannick Jankovits          | 6–4, 6–4               |
| 24. | květen 2017   | Herzlija, Izrael                | tvrdý       | Antoine Bellier         | Dekel Bar Matías Franco Descotte         | 7–6(7–1), 6–4          |
| 25. | květen 2017   | Netanja, Izrael                 | tvrdý       | Antoine Bellier         | Yanais Laurent Filip Peliwo              | 7–6(8–6), 7–5          |
| 26. | září 2017     | Mylhúzy, Francie                | tvrdý (h)   | Dan Added               | Johannes Härteis Hugo Voljacques         | 6–4, 6–7(3–7), [10–7]  |
| 27. | leden 2018    | Veigy-Foncenex, Francie         | koberec (h) | Dan Added               | Antal van der Duim Tim van Terheijden    | 2–6, 7–6(7–4), [10–8]  |
| 28. | únor 2018     | Bellevue, Švýcarsko             | koberec (h) | Niels Desein            | Charlie Emhardt Josh Hagar               | 6–3, 6–1               |
| 29. | březen 2018   | Toulouse, Francie               | tvrdý (h)   | Dan Added               | Igor Sijsling Botic van de Zandschulp    | 6–3, 7–5               |
| 30. | červen 2018   | Netanja, Izrael                 | tvrdý       | Dan Added               | Francesco Ferrari Tigre Hank             | 6–3, 6–4               |
| 31. | září 2018     | Sarreguemines, Francie          | koberec (h) | Dan Added               | Elmar Ejupovic Micheal Geerts            | 7–6(7–5), 6–3          |
| 32. | leden 2019    | Bressuire, Francie              | koberec (h) | Dan Added               | Michal Konečný Tomáš Macháč              | 7–6(7–5), 6–3          |
| 33. | leden 2019    | Veigy-Foncenex, Francie         | koberec (h) | Dan Added               | Yanais Laurent Maxime Tchoutakian        | 6–0, 4–6, [10–7]       |
| 34. | září 2019     | Forbach, Francie                | koberec (h) | Dan Added               | Jack Findel-Hawkins Lasse Muscheites     | 6-3, 6-4               |
| 35. | říjen 2019    | Nevers, Francie                 | tvrdý (h)   | Dan Added               | Quentin Halys Matteo Martineau           | 6-4, 7-5               |
| 36. | říjen 2019    | Rodez, Francie                  | tvrdý (h)   | Dan Added               | Benjamin Bonzi Grégoire Jacq             | 7–5, 6–7(1–7), [10–4]  |
| 37. | říjen 2020    | Alicante, Španělsko             | antuka      | Enzo Couacaud           | Íñigo Cervantes Oriol Roca Batalla       | 4–6, 6–4, [10–2]       |
| 38. | listopad 2020 | Parma, Itálie                   | tvrdý (h)   | Grégoire Barrère        | Sadio Doumbia Fabien Reboul              | 6–2, 6–4               |
| 39. | listopad 2020 | Ortisei, Itálie                 | tvrdý (h)   | Andre Begemann          | Ivan Sabanov Matej Sabanov               | 6–3, 6–2               |
| 40. | leden 2021    | Quimper, Francie                | tvrdý (h)   | Grégoire Barrère        | James Cerretani Marc-Andrea Hüsler       | 5–7, 7–6(9–7), [10–8]  |
| 41. | říjen 2021    | Orléans, Francie                | tvrdý (h)   | Pierre-Hugues Herbert   | Antoine Hoang Kyrian Jacquet             | 6–2, 2–6, [11–9]       |
| 42. | leden 2022    | Quimper, Francie                | tvrdý (h)   | David Vega Hernández    | Sander Arends David Pel                  | 3–6, 6–4, [10–8]       |
| 43. | únor 2022     | Pau, Francie                    | tvrdý (h)   | David Vega Hernández    | Karol Drzewiecki Kacper Żuk              | bez boje               |
| 44. | březen 2022   | Biel/Bienne, Švýcarsko          | tvrdý (h)   | Pierre-Hugues Herbert   | Purav Radža Ramkumar Ramanathan          | 6-3, 6-4               |
| 45. | duben 2022    | Split, Chorvatsko               | antuka      | Nathaniel Lammons       | Sadio Doumbia Fabien Reboul              | 4–6, 7–6(8–6), [10–7]  |
| 46. | červenec 2022 | Pozoblanco, Španělsko           | tvrdý       | Dan Added               | Victor Vlad Cornea Luis David Martínez   | 3–6, 6–1, [12–10]      |
| 47. | říjen 2022    | Alicante, Španělsko             | tvrdý       | Robin Haase             | Sandžar Fajzijev Sergej Fomin            | 7–6(7–5), 7–5          |
| 48. | říjen 2022    | Saint-Tropez, Francie           | tvrdý       | Dan Added               | Romain Arneodo Tristan-Samuel Weissborn  | 6–3, 3–6, [12–10]      |
| 49. | únor 2023     | Pau, Francie                    | tvrdý (h)   | Dan Added               | Julian Cash Constantin Frantzen          | 3–6, 6–1, [10–8]       |
| 50. | březen 2023   | Saint-Brieuc, Francie           | tvrdý (h)   | Dan Added               | Patrik Niklas-Salminen Bart Stevens      | 4–6, 7–6(9–7), [10–6]  |
| 51. | květen 2023   | Praha, Česko                    | antuka      | Dan Added               | Miķelis Lībietis Hunter Reese            | 6–4, 6–3               |
| 52. | září 2023     | Saint-Tropez, Francie           | tvrdý       | Dan Added               | Jonathan Eysseric Harold Mayot           | 3–6, 1–0               |
| 53. | srpen 2025    | Hagen, Německo                  | antuka      | Hendrik Jebens          | Vasil Kirkov Bart Stevens                | 6–4, 6–7(2–7), [10–8]  |